# Confindustria
Die Confindustria (italienisch Confederazione Generale dell’Industria Italiana) ist Italiens größte Arbeitgeberorganisation.
Sie vertritt den Großteil der italienischen Fertigungsindustrie und des dienstleistenden Gewerbes. Landesweit sind insgesamt 217 Vereinigungen, die entweder einzelne Industriesektoren (Branchenverbände) oder Regionen und Provinzen vertreten, Mitglied der Confindustria. Diese Mitgliedsorganisationen wiederum vertreten rund 150.000 Unternehmen mit ca. 5,5 Mio. Angestellten.
Die Organisation mit Sitz in Rom wurde 1910 gegründet. Der Name ist ein Kofferwort aus den beiden Begriffen Confederazione (ital. für Vereinigung) und Industria (ital. für Industrie).

## Vorsitzende
- Luigi Bonnefon (1910–1913)
- Ferdinando Bocca (1913–1918)
- Dante Ferraris (1918–1919)
- Giovanni Battista Pirelli (1919)
- Giovanni Silvestri (1919–1920)
- Ettore Conti (1920–1921)
- Raimondo Targetti (1922–1923)
- Antonio Stefano Benni (1923–1934)
- Alberto Pirelli (1934)
- Giuseppe Volpi (1934–1943)
- Giovanni Balella (1943)
- Giuseppe Mazzini (1943)
- Fabio Friggeri (1944–1945)
- Angelo Costa  (1945–1955)
- Alighiero De Micheli (1955–1961)
- Furio Cicogna  (1961–1966)
- Angelo Costa (1966–1970)
- Renato Lombardi (1970–1974)
- Giovanni Agnelli (1974–1976)
- Guido Carli (1976–1980)
- Vittorio Merloni (1980–1984)
- Luigi Lucchini (1984–1988)
- Sergio Pininfarina (1988–1992)
- Luigi Abete (1992–1996)
- Giorgio Fossa (1996–2000)
- Antonio D’Amato (2000–2004)
- Luca Cordero di Montezemolo (2004–2008)
- Emma Marcegaglia (2008–2012)
- Giorgio Squinzi (2012–2016)
- Vincenzo Boccia (2016–2020)
- Carlo Bonomi (2020–)